# Vicia tigridis
Vicia tigridis — вид квіткових рослин з родини бобових (Fabaceae). Ареал: Сирія.

## Середовище
Зростає на висоті 400 метрів над рівнем моря. Vicia tigridis зустрічається на прибережних луках на алювіальному ґрунті. Зв'язок із сільськогосподарськими та напівприродними середовищами існування робить цей вид вразливим до змін у сільськогосподарському управлінні та інших антропогенних тисків. Випас дикими або свійськими тваринами в цих середовищах існування може становити реальну загрозу для цього виду, оскільки види роду Vicia зазвичай погано реагують на випас. Крім того, східний Середземноморський регіон в цілому перебуває під загрозою генетичної ерозії, а географічно обмежені види цього регіону перебувають під загрозою через зміни в управлінні навколишнім середовищем.

## Використання
Має потенціал для використання як донор генів для покращення сільськогосподарських культур.